# Držkovce
Držkovce jsou obec na Slovensku v okrese Revúca.

## Polohopis
Obec leží v západní části Slovenského krasu, na nivě a terasové plošině v údolí řeky Turiec.

## Dějiny
První písemná zmínka o obci (Durusk) je z roku 1243. Obyvatelé se zabývali zemědělstvím, prací v lese a hrnčířstvím. V letech 1938–1945 byla obec připojena k Maďarsku.

## Kultura a zajímavosti

### Památky

#### Kostel sv. Michala
Ve vyvýšené poloze na okraji vesnice se nachází středověká stavba kostela sv. Michala. Vznikl v druhé polovině 13. století. Kostel je jednolodní gotická stavba s kvadraticky ukončeným presbytářem. Sakristie je orientovaná severně a na západní straně se nachází věž. Objekt byl doplněn o freskovou výmalbu, jako autor se uvádí umělec z okruhu Mistra ochtinského presbytáře. Z tohoto období pochází i gotický portál spojující svatyni se sakristií. Kostel prošel barokní úpravou v roce 1645. V roce 1749 byla prodloužena loď západním směrem a došlo ke stavbě věže.